# Ґолаше-Ґуркі
Ґолаше-Ґуркі (пол. Gołasze-Górki) — село в Польщі, у гміні Високе-Мазовецьке Високомазовецького повіту Підляського воєводства.
Населення — 97 осіб (2011).
У 1975-1998 роках село належало до Ломжинського воєводства.

## Демографія
Демографічна структура станом на 31 березня 2011 року:
|          | Загалом | Допрацездатний вік | Працездатний вік | Постпрацездатний вік |
| -------- | ------- | ------------------ | ---------------- | -------------------- |
| Чоловіки | 52      | 4                  | 40               | 8                    |
| Жінки    | 45      | 8                  | 27               | 10                   |
| Разом    | 97      | 12                 | 67               | 18                   |